# Кімперсайський ВТТ
Кімперсайський ВТТ (рос. КИМПЕРСАЙСКИЙ ИТЛ, Кимперсайлаг) — підрозділ, що діяв в системі виправно-трудових установ СРСР з 31.07.41 по квітень 1942.

## Підпорядкування і дислокація
- Головне управління таборів гірничо-металургійної промисловості (ГУЛГМП) з 31.07.41 ;
- ГУЛПС (промислового буд-ва) з 31.03.42 .

Дислокація: Казахська РСР, Актюбінська область, при селищі Кімперсай
5-й роз'їзд лінії Орськ-Карагач Оренбурзької залізниці (нині р.п. Батамшинський Актюбінської обл.)

## Виконувані роботи
- буд-во та обслуговування підприємств рудоуправління на базі Батамшинського і Кімперсайського нікелевих родовищ.

## Історія
Будівельні батальйони прибули до табору в жовтні 1941, вони були укомплектовані німцями, мобілізованими в Трудову армію у вересні 1941 в Україні, а також військовослужбовцями-німцями, відкликаними з РСЧА. На 1 квітня 1942 чисельність ув'язнених становила 187 осіб (штатна — 2,5 тис.).
Табір закритий у квітні 1942, ув'язнені табору були переведені в Актюбінлаг НКВД.